# Page (Nebraska)
Page è un comune degli Stati Uniti d'America, situato nello Stato del Nebraska, nella contea di Holt.